# Stepan Nercessian
Stepan Nercessian, né à Cristalina (Brésil) le 2 décembre 1953, est un acteur et homme politique brésilien.

## Filmographie partielle

### Au cinéma

#### Années 1970
- 1976 : Xica da Silva : José
- 1977 : Lúcio Flávio, o Passageiro da Agonia : The suicide
- 1970 : Marcelo Zona Sul : Marcelo
- 1971 : André, a Cara e a Coragem : André
- 1971 : Pra Quem Fica, Tchau : Lui
- 1972 : Revólveres Não Cospem Flores
- 1973 : Como É Boa Nossa Empregada : Bebeto (segment "Oterror das empregadas"
- 1973 : Os primeiros Momentos : Tatá
- 1973 : Amante Muito Louca : Júnior
- 1974 : A Rainha Diaba : Bereco
- 1975 : As Deliciosas Traições do Amor : (segment "Dois é Bom... Quatro é Melhor")
- 1975 : Os maniacos Eróticos
- 1975 : O Padre Que Queria Pecar : Aparício
- 1975 : Quem Tem Medo de Lobisomem? : Lula
- 1976 : Um Brasileiro Chamado Rosaflor
- 1976 : Marília e Marina
- 1977 : Na Ponta da Faca : Joel
- 1977 : Barra Pesada : Queró
- 1978 : Nos Embalos de Ipanema : Verinha's boss
- 1978 : O Velho Gregório
- 1979 : Gargalhada Final : Marreco

#### Années 1980-1990
- 1980 : Parceiros da Aventura : Garçom 1
- 1982 : Beijo na Boca : Pardal
- 1990 : Césio 137 - O Pesadelo de Goiânia : Edison
- 1997 : Doces Poderes : Candidate-Rondônia
- 1999 : Orfeu : Pacheco

#### Années 2000
- 2001 : Memórias Póstumas : Bento Cubas
- 2001 : Minha Vida em Suas Mãos
- 2003 : Deus É Brasileiro : Baudelé
- 2006 : Mulheres do Brasil : Olavinho
- 2006 : O Maior Amor do Mundo : Retirement Principal
- 2007 : Podecrer! : Inspetor Fleury
- 2007 : Chega de Saudade : Eudes

#### Années 2010
- 2011 : A Vidente
- 2012 : Os Penetras : Nelson
- 2013 : Meu Passado Me Condena: O Filme : Juiz de paz
- 2014 : Julio Sumiu : Delegado Barriga
- 2014 : Trash : Santos
- 2014 : Rio, I Love You (Rio, Eu Te Amo) : Porteiro (segment "Dona Fulana")
- 2015 : Bach in Brazil : Direktor
- 2021 : Confessions d'une fille invisible : José

### À la télévision
- 2000-2001 : Uga-Uga : João Guerra Portella
- 2002 : Desejos de Mulher : Apolinário
- 2016-2020 : 1 Contra Todos : Simões Lobo